# 錦パークビル
錦パークビル （にしきパークビル） は、愛知県名古屋市中区の丸の内駅前にある高層ビルである。

## 概要
錦パークビルは「丸の内駅前市街地再開発事業」として名古屋の繊維問屋としてかつて栄えていた長者町商店街の再生・活性化と地下鉄丸の内駅前周辺の市街地の高度利用の促進を目的に建設されたビルである。
長者町通と桜通の交差点にあり、桜天神社の境内も含めて再開発が行われた為、ビル内に神社の社務所があるが、神社の神殿などはビルから独立して残されている。

## 沿革
- 1992年（平成4年）7月 - 都市計画決定[1]
- 1995年（平成7年）8月 - 竣工[2]

## 交通アクセス
- 名古屋市営地下鉄鶴舞線・桜通線 丸の内駅下車。